# Peithon (Sohn des Agenor)
Peithon, der Sohn des Agenor (altgriechisch Πείθων Peíthōn; † 312 v. Chr. bei Gaza), war ein makedonischer Offizier Alexanders des Großen und nach dessen Tod an den Diadochenkriegen beteiligt.

## Indienfeldzug
Erstmals findet er Erwähnung während des Indienfeldzugs, doch oftmals ist es nicht ganz klar, ob von ihm oder seinem Namensvetter Peithon, dem Sohn des Krateas, die Rede ist. 327 v. Chr. kommandierte er eine Abteilung der schwerbewaffneten Garde im Feldzug gegen die Maller. Danach erhielt er die Regierung über die indische Provinz, die an die des Satrapen Philippos angrenzte. Kurze Zeit später erhielt er den Befehl, den indischen König Musikanos zu besiegen. Peithon gelang dies; er brachte den gefangenen König zu Alexander.
Flussabwärts entlang des Indus führte Peithon auf dem rechten Ufer einen Teil der Kavallerie und traf sich in Pattala mit dem Hauptteil der Armee. Dies ist seine letzte Erwähnung vor Alexanders Tod. Anscheinend kehrte er in seine Satrapie im westlichen Indien zurück, die ihm auch auf der Konferenz von Triparadeisos zugesprochen wurde.

## Diadochenkriege
Während der Auseinandersetzung zwischen Antigonos und Eumenes wird Peithon nie erwähnt, so dass man heute davon ausgeht, dass er von Eudemos, der den größten Teil Indiens regierte, vertrieben worden war. 316 v. Chr. erhielt Peithon von Antigonos die Satrapie Babylon. 314 v. Chr. wurde er in den Rat von erfahrenen Offizieren berufen, die den noch unerfahrenen Demetrios, den Sohn des Antigonos, während seines ersten Feldzugs begleiteten. Auch 312 v. Chr. zog Peithon mit Demetrios gegen Ptolemaios in den Krieg. Die Armee des Demetrios wurde bei Gaza geschlagen und Peithon fiel auf dem Schlachtfeld (Schlacht von Gaza).